# Persone di nome Jessica
| Questa pagina contiene informazioni ricavate automaticamente dalle voci biografiche con l'ausilio del template Bio e di un bot. L'aggiornamento è periodico e automatico e ricostruisce completamente la pagina. Se manca una persona in questa lista, sei pregato di non aggiungerla, ma accertati piuttosto che la sua voce biografica contenga il template Bio e che i dati anagrafici siano correttamente compilati. Se il template Bio manca, inseriscilo tu stesso o, in alternativa, metti l'avviso {{tmp\|Bio}} che ne segnala la mancanza. Se i dati riportati sono sbagliati, correggi direttamente la voce biografica; le modifiche saranno visibili in questa lista entro pochi giorni. Per chiarimenti vedi il progetto antroponimi. La lista contiene solo le 249 persone che sono citate nell'enciclopedia e per le quali è stato implementato correttamente il template Bio. Pagina aggiornata al 6 ago 2025. |

Questa è una lista di persone presenti nell'enciclopedia che hanno il nome Jessica, suddivise per attività principale.

## Altiste(1)
- Jessica Kähärä, altista finlandese (Mikkeli, n. 2001)

## Arbitri di calcio(1)
- Salomé di Iorio, arbitro di calcio argentina (n. 1980)

## Arciere(1)
- Jessica Tomasi, arciera italiana (Trento, n. 1986)

## Arrampicatrici(1)
- Jessica Pilz, arrampicatrice austriaca (Haag, n. 1996)

## Artiste marziali miste(2)
- Jessica Aguilar, artista marziale mista messicana (Poza Rica, n. 1982)
- Jessica Eye, artista marziale mista statunitense (Barberton, n. 1986)

## Artisti marziali misti(1)
- Jessica Penne, artista marziale misto statunitense (Newport Beach, n. 1983)

## Astronaute(3)
- Jessica Meir, astronauta statunitense (Caribou, n. 1977)
- Jessica Watkins, astronauta e geologa statunitense (Gaithersburg, n. 1988)
- Jessica Wittner, astronauta statunitense (Fresno, n. 1983)

## Astronome(1)
- Douglas J. Mink, astronoma statunitense (Elgin, n. 1951)

## Atlete paralimpiche(3)
- Jessica Galli, atleta paralimpica statunitense (Freehold, n. 1983)
- Jessica Heims, atleta paralimpica statunitense (Cedar Rapids, n. 1998)
- Jessica Sachse, ex atleta paralimpica tedesca

## Attrici pornografiche(7)
- Asia Carrera, ex attrice pornografica statunitense (New York, n. 1973)
- Jessica Drake, attrice pornografica, regista e educatrice statunitense (San Antonio, n. 1974)
- Jessica Jaymes, attrice pornografica statunitense (Anchorage, n. 1979 - Los Angeles, † 2019)
- Jessica Bangkok, attrice pornografica statunitense (Oakland, n. 1980)
- Lexi Belle, ex attrice pornografica statunitense (Independence, n. 1987)
- Stoya, ex attrice pornografica statunitense (Wilmington, n. 1986)
- Jessica Sweet, ex attrice pornografica statunitense (San Francisco, n. 1985)

## Attrici teatrali(1)
- Jessica Tandy, attrice teatrale e attrice cinematografica britannica (Londra, n. 1909 - Easton, † 1994)

## Biatlete(1)
- Jessica Jislová, biatleta ceca (Jablonec nad Nisou, n. 1994)

## Bobbiste(2)
- Jessica Davis, bobbista e velocista statunitense (n. 1992)
- Jessica Gillarduzzi, bobbista italiana (Pieve di Cadore, n. 1980)

## Calciatrici(10)
- Jess Carter, calciatrice britannica (Warwick, n. 1997)
- Jessica Clarke, calciatrice inglese (Leeds, n. 1989)
- Jessica Fishlock, calciatrice e allenatrice di calcio gallese (Cardiff, n. 1987)
- Jessica Houara, ex calciatrice francese (Angers, n. 1987)
- Jessica Landström, ex calciatrice svedese (Luleå, n. 1984)
- Jessica McDonald, ex calciatrice statunitense (Phoenix, n. 1988)
- Jessica Migliorini, calciatrice italiana (Siena, n. 1988)
- Jessica Park, calciatrice inglese (n. 2001)
- Jessica Wik, calciatrice svedese (Norrköping, n. 1992)
- Jessica Sigsworth, calciatrice britannica (Doncaster, n. 1994)

## Canoiste(1)
- Jessica Fox, canoista australiana (Marsiglia, n. 1994)

## Canottiere(2)
- Jessica Eddie, canottiera britannica (Durham, n. 1984)
- Jessica Monroe, ex canottiera canadese (n. 1966)

## Cantanti(17)
- Jessica Andrews, cantante statunitense (Wynne, n. 1983)
- Jessica Andersson, cantante svedese (Stoccolma, n. 1973)
- Betty Who, cantante australiana (Sydney, n. 1991)
- Jessica Brando, cantante, pianista e modella italiana (Grosseto, n. 1994)
- Montaigne, cantante australiana (Sydney, n. 1995)
- Jessica Folcker, cantante svedese (Täby, n. 1975)
- Jessica Garlick, cantante britannica (Derby, n. 1981)
- Jessie James, cantante statunitense (Vicenza, n. 1988)
- Jessica, cantante, modella e attrice sudcoreana (San Francisco, n. 1989)
- Jessica Marquez, cantante francese (Thionville, n. 1978)
- Jessica Morlacchi, cantante, bassista e personaggio televisivo italiana (Roma, n. 1987)
- J. Rey Soul, cantante filippina (Hong Kong, n. 1997)
- Jessica Sanchez, cantante statunitense (Chula Vista, n. 1995)
- Jessica Simpson, cantante e attrice statunitense (Abilene, n. 1980)
- Jessica Sutta, cantante, attrice e ballerina statunitense (Miami, n. 1982)
- Jessica Wahls, cantante tedesca (Francoforte sul Meno, n. 1977)
- Josephine, cantante greca (Atene, n. 1990)

## Cantautrici(7)
- Jessica Bailiff, cantautrice statunitense (Toledo)
- Jess Glynne, cantautrice britannica (Londra, n. 1989)
- Jessica Harp, cantautrice e chitarrista statunitense (Kansas City, n. 1982)
- Jessie J, cantautrice e personaggio televisivo britannica (Londra, n. 1988)
- Jessica Mauboy, cantautrice, attrice e compositrice australiana (Darwin, n. 1989)
- Jessika Muscat, cantautrice e attrice maltese (Musta, n. 1989)
- Jessie Ware, cantautrice britannica (Londra, n. 1984)

## Cavallerizze(3)
- Jessica Phoenix, cavallerizza canadese (n. 1983)
- Jessica Springsteen, cavallerizza statunitense (Los Angeles, n. 1991)
- Jessica von Bredow-Werndl, cavallerizza tedesca (Rosenheim, n. 1986)

## Cestiste(13)
- Jessica Adair, ex cestista statunitense (Washington, n. 1986)
- Jessica Bibby, ex cestista australiana (Melbourne, n. 1979)
- Jessica Breland, ex cestista statunitense (Brooklyn, n. 1988)
- Jessica Brungo, ex cestista statunitense (Plainview, n. 1982)
- Jessica Davenport, ex cestista statunitense (Columbus, n. 1985)
- Jessica Dickson, ex cestista statunitense (Gainesville, n. 1984)
- Jessica Foley, ex cestista e giocatrice di football australiano australiana (Bega, n. 1983)
- Jessica January, cestista statunitense (Richfield, n. 1995)
- Jessica Kuster, cestista statunitense (Columbus, n. 1992)
- Jessica McCormack, ex cestista neozelandese (Hamilton, n. 1989)
- Jessica Moore, ex cestista statunitense (Fairbanks, n. 1982)
- Jessica Shepard, cestista statunitense (Fremont, n. 1996)
- Jessica Thomas, cestista statunitense (Gainesville, n. 1994)

## Cicliste su strada(2)
- Jessica Allen, ex ciclista su strada australiana (Perth, n. 1993)
- Jessica Roberts, ciclista su strada e pistard britannica (Carmarthen, n. 1999)

## Conduttrici televisive(1)
- Jessi Combs, conduttrice televisiva e pilota automobilistica statunitense (Rockerville, n. 1980 - Deserto Alvord, † 2019)

## Discobole(1)
- Jessica Inchude, discobola e pesista guineense (Lisbona, n. 1996)

## Doppiatrici(1)
- Jessica Straus, doppiatrice statunitense (Los Angeles, n. 1962)

## Editrici(1)
- Jessica Daves, editrice statunitense (Cartersville, n. 1898 - New York, † 1974)

## Fondiste(1)
- Jessica Diggins, fondista statunitense (Afton, n. 1991)

## Ginnaste(2)
- Jessica Gadirova, ginnasta britannica (Dublino, n. 2004)
- Jessica Hélène Mattoni, ginnasta italiana (San Benedetto del Tronto, n. 1990)

## Giocatrici di calcio a 5(1)
- Jessica Troiano, giocatrice di calcio a 5 e ex calciatrice italiana (Avellino, n. 1986)

## Giornaliste(1)
- Jessica Bruder, giornalista statunitense

## Golfiste(1)
- Jessica Korda, golfista statunitense (Bradenton, n. 1993)

## Hockeiste su ghiaccio(1)
- Jessie Vetter, hockeista su ghiaccio statunitense (Madison, n. 1985)

## Informatiche(1)
- Jessica Fridrich, informatica statunitense (n. 1964)

## Judoka(1)
- Jessica Klimkait, judoka canadese (n. 1996)

## Lottatrici(1)
- Jessica Blaszka, lottatrice olandese (Heerlen, n. 1992)

## Mezzofondiste(1)
- Jessica Hull, mezzofondista australiana (Albion Park, n. 1996)

## Modelle(14)
- Jessica Amornkuldilok, modella thailandese (Lopburi, n. 1985)
- Jessica Baldachino, modella gibilterriana (Gibilterra, n. 1987)
- Jessica Barboza, modella venezuelana (Maracaibo, n. 1987)
- Jessica Cecchini, modella italiana (Borgosesia, n. 1990)
- Jessica Clark, modella e attrice britannica (Londra, n. 1985)
- Jessica Clarke, supermodella neozelandese (Nuova Zelanda, n. 1993)
- Jessica Michibata, modella e personaggio televisivo giapponese (Fukui, n. 1984)
- Jessica Hart, supermodella australiana (Sydney, n. 1986)
- Jessica Nigri, modella statunitense (Reno, n. 1989)
- Jessica Rodríguez, modella panamense (Panama, n. 1981)
- Jessica Scheel, modella guatemalteca (Guatemala, n. 1990)
- Jessica Stam, supermodella canadese (Kincardine, n. 1986)
- Jessica Trisko, modella canadese (Vancouver, n. 1984)
- Jessica White, modella statunitense (Buffalo, n. 1984)

## Multipliste(2)
- Jessica Ennis-Hill, ex multiplista britannica (Sheffield, n. 1986)
- Jessica Zelinka, ex multiplista canadese (London, n. 1981)

## Nuotatrici(9)
- Jessica Ashwood, nuotatrice australiana (Darlinghurst, n. 1993)
- Jessica Chase, nuotatrice artistica canadese (Montreal, n. 1978)
- Jessica Deglau, ex nuotatrice canadese (Vancouver, n. 1980)
- Jessica Dickons, nuotatrice britannica (Stockton-on-Tees, n. 1990)
- Jessica Hansen, nuotatrice australiana (n. 1995)
- Jessica Hardy, ex nuotatrice statunitense (Orange, n. 1987)
- Jessica Long, nuotatrice statunitense (Irkutsk, n. 1992)
- Jessica Sobrino Mizrahi, nuotatrice artistica messicana (n. 1994)
- Jessica Vall, nuotatrice spagnola (Barcellona, n. 1988)

## Pallamaniste(1)
- Jessica Alonso, ex pallamanista spagnola (Gijón, n. 1983)

## Pallanuotiste(1)
- Jessica Steffens, pallanuotista statunitense (San Francisco, n. 1987)

## Pallavoliste(7)
- Jessica Candelario, pallavolista portoricana (n. 1987)
- Jessica Jones, pallavolista statunitense (Naperville, n. 1986)
- Jessica Mruzik, pallavolista statunitense (Livonia, n. 2002)
- Jessica Rivero, pallavolista spagnola (Camagüey, n. 1995)
- Jessica Swarbrick, ex pallavolista statunitense (San Jose, n. 1987)
- Jessica Wagner, pallavolista statunitense (Cape Coral, n. 1991)
- Jessica Walker, pallavolista statunitense (Houston, n. 1989)

## Pattinatrici artistiche su ghiaccio(1)
- Jessica Dubé, ex pattinatrice artistica su ghiaccio canadese (Drummondville, n. 1987)

## Pattinatrici di short track(3)
- Jessica Gregg, pattinatrice di short track canadese (Edmonton, n. 1988)
- Jessica Hewitt, pattinatrice di short track canadese (Langley, n. 1986)
- Jessica Smith, pattinatrice di short track statunitense (Dearborn, n. 1983)

## Pesiste(2)
- Jessica Cérival, pesista francese (Quimper, n. 1982)
- Jessica Schilder, pesista olandese (n. 1999)

## Pilote automobilistiche(1)
- Jessica Hawkins, pilota automobilistica britannica (Headley, East Hampshire, n. 1995)

## Politiche(2)
- Jessica Costanzo, politica italiana (Torino, n. 1984)
- Jessica Rosenthal, politica tedesca (Hameln, n. 1992)

## Produttrici cinematografiche(1)
- Jessica Elbaum, produttrice cinematografica statunitense (Los Angeles, n. 1977)

## Psicoanaliste(1)
- Jessica Benjamin, psicoanalista e saggista statunitense (n. 1946)

## Rapper(1)
- Jessi, rapper statunitense (New York, n. 1988)

## Registe(2)
- Jessica Hausner, regista e sceneggiatrice austriaca (Vienna, n. 1972)
- Jessica Yu, regista statunitense (New York, n. 1966)

## Saltatrici con gli sci(2)
- Jessica Jerome, ex saltatrice con gli sci statunitense (Jacksonville, n. 1987)
- Jessica Malsiner, saltatrice con gli sci italiana (Vipiteno, n. 2002)

## Sceneggiatrici(1)
- Jessica Gao, sceneggiatrice e produttrice cinematografica statunitense (Hanford, n. 1984)

## Sciatrici alpine(7)
- Jessica Depauli, ex sciatrice alpina austriaca (Kirchberg in Tirol, n. 1991)
- Jessica Gallagher, sciatrice alpina, atleta paralimpica e paraciclista australiana (Geelong, n. 1986)
- Jessica Hilzinger, sciatrice alpina liechtensteinese (Grabs, n. 1997)
- Jessica Kelley, ex sciatrice alpina statunitense (Burlington, n. 1982)
- Jessica Lindell Vikarby, ex sciatrice alpina svedese (Huddinge, n. 1984)
- Jessica Pünchera, ex sciatrice alpina svizzera (Pontresina, n. 1982)
- Jessica Walter, ex sciatrice alpina liechtensteinese (Vaduz, n. 1984)

## Scrittrici(7)
- Jessica Anderson, scrittrice australiana (Gayndah, n. 1916 - Elizabeth Bay, † 2010)
- Jessica Bird, scrittrice statunitense (Massachusetts, n. 1969)
- Jessie Burton, scrittrice e attrice teatrale britannica (Londra, n. 1982)
- Jessica Fellowes, scrittrice e giornalista inglese (n. 1974)
- Jessica Mitford, scrittrice, giornalista e attivista britannica (Asthall, n. 1917 - Oakland, † 1996)
- Jessica Sorensen, scrittrice statunitense
- Jessica Valenti, scrittrice statunitense (New York, n. 1978)

## Siepiste(1)
- Jessica Barnard, ex siepista e mezzofondista filippina (Cebu, n. 1990)

## Slittiniste(2)
- Jessica Degenhardt, slittinista tedesca (Dresda, n. 2002)
- Jessica Tiebel, ex slittinista tedesca (n. 1998)

## Snowboarder(1)
- Jessica Keiser, snowboarder svizzera (Stans, n. 1994)

## Soprani(1)
- Jessica Pratt, soprano inglese (Bristol, n. 1979)

## Tenniste(6)
- Jessica Failla, tennista statunitense (Ramona, n. 1997)
- Jessica Kirkland, ex tennista statunitense (Dayton, n. 1987)
- Jessica Moore, tennista australiana (Perth, n. 1990)
- Jessica Pegula, tennista statunitense (Buffalo, n. 1994)
- Jessica Pieri, tennista italiana (Lucca, n. 1997)
- Jessica Steck, ex tennista sudafricana (Bloemfontein, n. 1978)

## Tiratrici a volo(1)
- Jessica Rossi, tiratrice a volo italiana (Cento, n. 1992)

## Triatlete(1)
- Jessica Learmonth, triatleta britannica (Leeds, n. 1988)

## Tuffatrici(2)
- Jessica Macaulay, tuffatrice britannica (n. 1992)
- Jessica Parratto, tuffatrice statunitense (Dover, n. 1994)

## Veliste(1)
- Jessica Watson, velista australiana (Gold Coast, n. 1993)

## Velociste(3)
- Jessica Beard, velocista statunitense (Cleveland, n. 1989)
- Jessie Cross, velocista statunitense (New York, n. 1909 - Los Angeles, † 1986)
- Jessica Paoletta, velocista italiana (Roma, n. 1988)

## Wrestler(4)
- Havok, wrestler statunitense (Massillon, n. 1986)
- Billie Kay, wrestler australiana (Sydney, n. 1989)
- ODB, wrestler statunitense (Nashville, n. 1978)
- Tiffany Stratton, wrestler statunitense (Prior Lake, n. 1999)

## Senza attività specificata(2)
- Jessica Cumming, ex sciatrice freestyle statunitense (Wilton, n. 1983)
- Jessica McClure, statunitense (Midland, n. 1986)